# Playdead
Playdead é uma desenvolvedora de jogos eletrônicos independentes fundada em Copenhague, Dinamarca. A companhia foi fundada em 2006 por Arnt Jensen e Dino Patti. Os dois criaram a companhia para trazer a fruição de seu título de estreia, Limbo, um jogo para o Xbox Live Arcade que foi lançado em 2010 com alto elogio da crítica. Após um ano de exclusividade com a Xbox Live, a Playdead lançou portas de seu jogo para o PlayStation 3 via PlayStation Network, e para o Microsoft Windows.
Originalmente, Jensen, um desenvolvedor na IO Interactive, desenhou esboços em 2004 que o levou a ideia para Limbo. Tendo tentado programar o jogo por si próprio, eventualmente procurou ajuda adicional atavés de um teaser baseado em arte para o jogo em 2006. Isso levou ao encontro entre Jensen e Patti. Logo Patti percebeu que o projeto era maior que os dois, e juntos fundaram a companhia, inicialmente usando seus fundos privados e subsídios do governo antes de obterem maiores investimentos. Eventualmente, a Playdead veio a ter oito empregados durante o desenvolvimento de Limbo, com o aumento temporário de 16 profissionais autônomos.
De acordo com Patti, em outubro de 2010, a Playdead estava trabalhando em um segundo jogo, que eles esperavam ser similar ao gameplay de Limbo. O segundo segundo era Inside.  Enquanto Limbo foi propositalmente feito exclusivamente para o Xbox 360 no primeiro ano, a Playdead considerou distribuição mais ampla com o segundo título. Eles decidiram usar o motor Unity, optando pela solução existente como alternativa de seu motor personalizado que eles criaram para Limbo para reduzir seus esforços. De acordo com uma entrevista de agosto de 2011 com Patti, o ciclo de desenvolvimento do título levará cerca de três anos e meio. Inside foi anunciando oficialmente na E3 2014 com uma data de lançamento prevista para 2015, mas foi adiado e acabou a ser lançado em Junho de 2016 para a Xbox One e mais tarde para o Microsoft Windows.

## Ligações Externas
- Site oficial da empresa